# Природно-заповідний фонд Норвегії

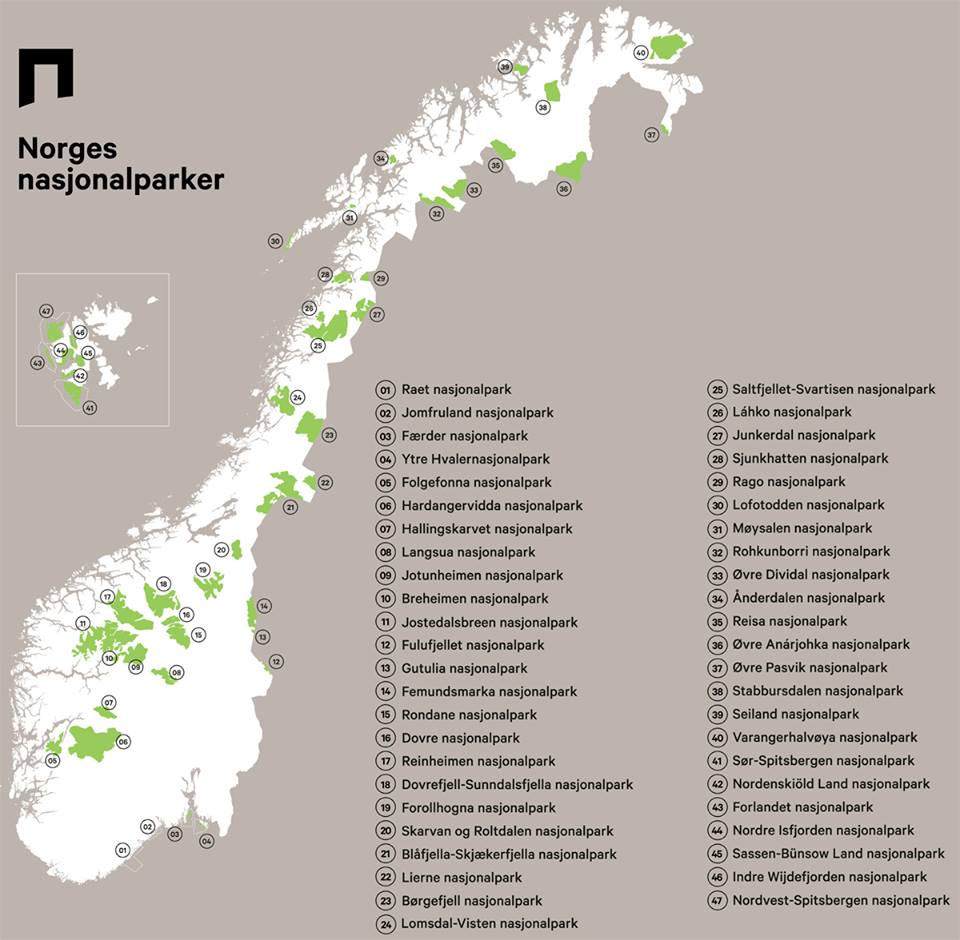
Карта материкових національних парків у 2018 році

Національні парки (зелені), природні заповідники (фіолетові), зони охорони геотопів (помаранчеві) та заповідники для птахів Шпіцбергену

У Норвегії 47 національних парків, з них 40 - на материку, а 7 - на Шпіцбергені. Національні парки в Норвегії суворіші, ніж у багатьох інших країнах, і майже всі моторизовані транспортні засоби заборонені. Поширюється свобода кочувати, таким чином, дозволяється піші прогулянки, катання на лижах і кемпінги по всьому парку. Дороги розташовані за межами національних парків. Парки перебувають під управлінням Норвезького директорату з питань природокористування та місцевого губернатора округу. 
Ітре-Гвалер  - це морський парк, і всі парки на Шпіцбергені також містять морські зони. Сюр-Шпіцберген - найбільший парк площею 13 286 км2, хоча лише 5 141 км2 - це земля.  Новий національний парк, закріплений в Норвегії, - Лофотодден (норв. Lofotodden), створений у 2018 році. Найбільший парк на материку - Гардангервідда, який займає площу 3 422 км2. Ґутулья найменший, він охоплює 23 км2. 

## Географія та історія
Принаймні 60% площі Норвегії займають гори, озера або болота (неорні землі, частина з них використовується як пасовища); 37% - ліси різних видів; і лише 3% ріллі. За оцінками, між 1900 і 2003 роками райони більше 5 км від інтенсивної будівельної діяльності в Норвегії зменшилися з 48% до 12%.
Приблизно до ста років тому в Норвегії було відносно мало загрози для екосистем. Перші ініціативи щодо захисту земель були озвучені в 1904 році Інгваром Нільсеном, лідером Норвезької асоціації гірських туристів (DNT). Асоціація продовжувала лобіювати справи у 1923 та 1938 роках. Закон про природну охорону 1954 року підготував правову основу для встановлення охоронних територій, і два перші національні парки були створені в 1962 та 1963 роках. Закон 1954 р. також заснував Statens naturvernråd («Урядова рада з охорони природи») як дорадчий орган уряду. Рада представила проект подальшого природного захисту в 1964 році, пропонуючи 16 національних парків. Ці пропозиції схвалив Стортинг. Минуло 25 років, до 1989 року, перш ніж було виконано 15 їхніх пропозицій. 16-ю пропозицією став натуррезерват. Рада представила ще одну пропозицію в 1986 році  і це було затверджено Стортингом у квітні 1993 року. Після цього затвердження з 2001 року було створено «друге покоління» національних парків, а також розширення кордонів для старих.
Постіндустріальна ера, яка розпочалася в останніх 1960-х, бачила, що території охороняються як національні парки або інший захищений статус як засіб регулювання будівництва будинків для відпочинку, доріг, риболовлі, полювання та збиральних рослин. Ця тенденція пришвидшилась за останні 10 років. На додаток до збереження рідкісних рослинних і тваринних середовищ, території захищені, щоб підтримувати орієнтири для екологічних досліджень, рекреаційних ресурсів для норвежців та як спадщину для майбутніх поколінь. Дирекція природокористування підтримує показники здоров'я природи в Норвегії, включаючи такі заходи, як біологічне різноманіття, ерозія, ознаки забруднення.
Здебільшого національні парки відкриті для піших прогулянок, бігових лиж та кемпінгу. Більшість з них мають обмежену кількість нічних зупинок.
На додаток до національних парків, уряд Норвегії визначив для охорони більші території. У ці райони входять 153 ландшафти, що охоплюють 14071 км 2; 1701 заповідник, що охоплює 3418 км 2; 24 національних парки, що охоплюють 21 650 км 2; 102 природні меморіали та 98 менших заповідних територій. Це становить 12,1% материкової площі Норвегії.
Мета норвезького уряду— збільшити цю площу з часом щонайменше до 15%. Він продемонстрував зацікавленість у збереженні морських екосистем, включаючи фіорди західних частин Норвегії та архіпелаг на південний захід від Осло.

## Поточні
| Зображення | Назва                      | Фюльке                                  | Дата заснування | Площа     | Опис | Ref   |
| ---------- | -------------------------- | --------------------------------------- | --------------- | --------- | --- | ----- |
|            | Ондердален                 | Трумс                                   | 1970            | 134 км2   | | [ 1 ] |
|            | Блоф'єлла-Шекерф'єлла      | Нур-Треннелаг                           | 2004            | 1924 км2  | |       |
|            | Брегаймен                  | Оппланн, Согн-ог-Ф'юране                | 2009            | 1671 км2  | |       |
|            | Бергеф'єлль                | Нур-Треннелаг, Нурланн                  | 1963            | 1447 км2  | |       |
|            | Довре                      | Оппланн                                 | 2003            | 289 км2   | |       |
|            | Довреф'єлль-Сунндалсф'єлла | Мере-ог-Ромсдал, Оппланн, Сер-Треннелаг | 1974            | 1693 км2  | |       |
|            | Фердер                     | Вестфолл                                | 2013            | 350 км2   | |       |
|            | Фемуннсмарка               | Гедмарк, Сер-Треннелаг                  | 1971            | 573 км2   | |       |
|            | Фолгефонна                 | Гордаланн                               | 2005            | 545 км2   | |       |
|            | Форланнет                  | Шпіцберген                              | 1973            | 4647 км2  | Парк охоплює незаселений острів Острів Принца Карла та навколишні води. Форландет - довгий і вузький з високими вершинами, розділеними навпіл низькою Форландслеттою. Це найпівнічніше середовище існування тюленів звичайних та місце гніздування тонкьодзьобої кайри. Водно-болотні птахи гніздяться в Планкехольмане та Форландсояне, а західне узбережжя є місцем зимівлі морських птахів. | [ 2 ] |
|            | Фороллхогна                | Сер-Треннелаг, Гедмарк                  | 2001            | 1062 км2  | |       |
|            | Фулуф'єллет                | Гедмарк                                 | 2012            | 83 км2    | | [ 4 ] |
|            | Ґутулья                    | Гедмарк                                 | 1968            | 23 км2    | |       |
|            | Галлінґскарве              | Бускерюд, Гордаланн                     | 2006            | 450 км2   | |       |
|            | Гардангервідда             | Бускерюд, Гордаланн, Телемарк           | 1981            | 3422 км2  | |       |
|            | Індре Війдефйорден         | Шпіцберген                              | 2005            | 1127 км2  | Розташований у крутому ландшафті фіорду на півночі Шпіцбергена, парк охоплює внутрішню частину Війдефьордена - найдовшого фіорду на Шпіцбергені. По обидва боки Війдефьордена є високоарктична степова рослинність, в якій переважають трави та надзвичайно суха, основна земля. Поряд з рослинністю, яку знаходять на гніздових скелях, це найексклюзивніша флора на Шпіцбергені. З найбільших фіордів на Шпіцбергені Вайдефьорден найбільше постраждав від людей.                                                |       |
|            | Юмфруланд                  | Телемарк                                | 2016            | 117 км2   | |       |
|            | Юстедалсбреєн              | Согн-ог-Ф'юране                         | 1991            | 1310 км2  | |       |
|            | Ютунгаймен                 | Оппланн, Согн-ог-Ф'юране                | 1980            | 1151 км2  | |       |
|            | Юнкердал                   | Нурланн                                 | 2004            | 682 км2   | |       |
|            | Лако                       | Нурланн                                 | 2012            | 188 км2   | |       |
|            | Лангсуа                    | Оппланн                                 | 2011            | 537 км2   | |       |
| —          | Ліерне                     | Нурланн                                 | 2004            | 333 км2   | |       |
|            | Лофотодден                 | Нурланн                                 | 2018            | 99 км2    | |       |
|            | Ломсдаль - Вістен          | Нурланн                                 | 2009            | 682 км2   | |       |
|            | Мойсален                   | Нурланн                                 | 2003            | 51 км2    | |       |
|            | Норденшьольд-Ланд          | Шпіцберген                              | 2003            | 1362 км2  | Парк охоплює південну частину землі Норденшельд, на північному березі Ван Міенфьорден. Рейндален - найбільша долина без льоду на Шпіцбергені. Тут є морени, скельні льодовики, пінго та лавина. Долина має пишну рослинність, а нижня частина - заболочена ділянка. Район важливий для північних оленів, песців, куликів, гусей та качок. |       |
|            | Нордре Ісфйорден           | Шпіцберген                              | 2003            | 2954 км2  | Захищаючи північний берег Ісфьордена на Шпіцбергені, парк складається з довгої берегової лінії з пишною рослинністю, яка служить місцем розмноження птахів. Ландшафт варіюється від безплідної та місячноподібної до піщаної рівнини та шарів відкладень товщиною в кілька метрів. |       |
|            | Нурвест-Шпіцберген         | Шпіцберген                              | 1973            | 9914 км2  | Північно-західна частина Шпіцбергена має найрізноманітнішу природу архіпелагу і містить деякі найважливіші об’єкти культурної спадщини від китобійного промислу та розвідки Арктики, такі як Смеренбург та Вірхоамна. Парк є середовищем існування песця, північного оленя та арктичного чару. Природний заповідник Моффен та три заповідники для птахів (Гіссесхольмен, Мосеоя та Скорпа) є важливими місцями розмноження птахів, особливо ґаґа та гусей. Теплі джерела Бокфьорден дають унікальну місцеву флору. |       |
|            | Евре-Анарйокка             | Фіннмарк                                | 1975            | 1390 км2  | |       |
|            | Евре-Девідал               | Трумс                                   | 1971            | 750 км2   | |       |
|            | Евре-Пасвік                | Фіннмарк                                | 1970            | 119 км2   | Частина тристороннього парку Пасвік – Інарі, в районі переважає сибірська тайга, що складається зі старовидної сосни звичайної, мілководних озер і боліт. Традиційний район Скольтів досі використовується для вирощування оленів. Парк, розташований у Пасвікдалені, є середовищем існування бурого ведмедя та лося. | [ 5 ] |
|            | Рает                       | Еуст-Агдер                              | 2016            | 607 км2   | |       |
|            | Рагу                       | Нурланн                                 | 1971            | 171 км2   | |       |
|            | Рейнхаймен                 | Оппланн, Мере-ог-Ромсдал                | 2006            | 1969 км2  | |       |
|            | Рейса                      | Трумс                                   | 1986            | 803 км2   | |       |
|            | Рохкунборрі                | Трумс                                   | 2011            | 571 км2   | |       |
|            | Рондане                    | Гедмарк, Оппланн                        | 1962            | 963 км2   | |       |
|            | Салтф'єллет-Свартісен      | Нурланн                                 | 1989            | 2192 км2  | |       |
|            | Сассен-Бюнсов Ланд         | Шпіцберген                              | 2003            | 1230 км2  | Парк охоплює Темпельфьорден, землю Бюнсова і величезну річкову рівнину Сассендален, розташовану на чолі Ісфьордена. Темпельфьорден є важливим середовищем розмноження кільчастих тюленів, тоді як Сассендален і Гіпсдален є важливими місцями розмноження гусей. Земля Бюнсов має єдину в Європі появу полярного мишачого вуха (Cerastium regelii) та широкого чашолистя (Saxifraga platysepala). |       |
|            | Сейланд                    | Фіннмарк                                | 2006            | 316 км2   | |       |
|            | Сюнкхаттен                 | Нурланн                                 | 2010            | 417 км2   | |       |
|            | Скарван та Ролтдален       | Нур-Треннелаг, Сер-Треннелаг            | 2004            | 441 км2   | |       |
|            | Сюр-Шпіцберген             | Шпіцберген                              | 1973            | 13286 км2 | Покриваючи південну частину Шпіцбергена (Земля Ведель-Ярлсберг, Земля Торелл та Земля Соркаппа), західна частина має нерівні гори, а східна - більш округла. Хорнсунд є важливим районом міграції для білих ведмедів, тоді як чотири заповідники для птахів (Ольшольмен, Ісояне, Дунёяне та Соркапп) є життєво важливими місцями для гніздування мігруючих морських птахів. |       |
|            | Стаббурсдален              | Фіннмарк                                | 1970            | 747 км2   | |       |
|            | Варанґергалвейа            | Фіннмарк                                | 2006            | 1804 км2  | |       |
|            | Ітре-Гвалер                | Естфолл                                 | 2009            | 354 км2   | |       |

## Колишні
| Назва          | Оригінальна назва    | Фюльке        | Дата заснування | Дата ліквідації | Площа (земля, км2) | Замінено на             | Ref   |
| -------------- | -------------------- | ------------- | --------------- | --------------- | ------------------ | ----------------------- | ----- |
| Гресамоен      | норв. Gressåmoen     | Нур-Треннелаг | 1970            | 2004            | 182                | Блоф'єлла-Шекерф'єлла   |       |
| Ормт'єрнкампен | норв. Ormtjernkampen | Оппланн       | 1968            | 2011            | 9                  | Лангсуа (норв. Langsua) | [ 1 ] |

## Майбутні
| Національний парк           | Оригінальна назва норв. | Фюльке        | Розмір км2      | Забезпечені рекреаційні зручності на відкритому повітрі | Статус                                                                                  |
| --------------------------- | ----------------------- | ------------- | --------------- | ------------------------------------------------------- | --------------------------------------------------------------------------------------- |
| Доапма                      | Dåapma                  | Нур-Треннелаг | 261             |                                                         | Скасовано в 2013 році після виходу з цього району муніципалітетів та оленярів.          |
| Мувррешахпі                 | Muvrrešáhpi             | Фіннмарк      | 291             | Немає                                                   | Скасовано в 2015 році після сильної місцевої опозиції.                                  |
| Прейкестолен                | Preikestolen            | Ругаланн      | 215             | Позначені стежки                                        | Розглядається у 2019 році.                                                              |
| Треріксрьосет               | Treriksrøysa            | Тромс         | ?               | Немарковані стежки та хатина.                           | Скасовано в 2015 році після сильної місцевої опозиції. Знову запропонований у 2019 році |
| Тисфьорд – Геллемоботн      | Tysfjord–Hellemobotn    | Нордланд      | ~ 1000          | Човен до Геллемоботн                                    | Скасовано в 2015 році після сильної місцевої опозиції.                                  |
| Остмарка                    | Østmarka                | Вікен         | ~ 50?           |                                                         | Робота над детальною пропозицією триває в 2021 році.                                    |
| Евре-Анарйокка (розширення) | Øvre Anarjohka          | Фіннмарк      | додатково 624,6 | Гравійна дорога.                                        | Скасовано в 2015 році після сильної місцевої опозиції.                                  |

Існує також кілька пропозицій щодо національних парків багатьох різних сторін: Солвєрьоєне (норв. Solværøyene), Сторхейя;  Мелкеватн – Ієрватн – Берсватн (норв. Melkevatn–Hjertvatn–Børsvatn), Окстіндан; Фрафіордгейне (норв. Frafjordheiene);  Оксей-Ривінген (норв. Oksøy-Ryvingen);  Сетесдал Вестхей, Троллгеймен, Лінгсалпан (норв. Setesdal Vesthei, Trollheimen, Lyngsalpan). 
З тих пір Сторхейя була покрита вітроелектростанцією, і вона більше не могла охоронятись як національний парк, а частини Мелькеватн – Ієрватн – Борсватн охоронялись як природний заповідник, а не як національний парк.
Після доручення Міністерства клімату та навколишнього середовища у 2018 році знайти райони, які слід охороняти, в 2019 році Агентство з питань навколишнього середовища внесло ряд пропозицій щодо створення нових національних парків, а також розширення існуючих, переглянувши пропозиції губернаторів округів.  У 2021 році після зустрічей із постраждалими муніципалітетами вони склали остаточний перелік пропозицій щодо національних парків, які слід отримати на подальший розгляд. Запропоновані нові засоби захисту: Саннмьорсалпане, Хорнелен, Масфіордф'єлла і Ойстесеф'єлла (норв. Masfjordfjella, Øystesefjella). Крім того, вони запропонували змінити деякі заповідні зони на національні: Лінгсальпан, Силан, Троллгаймен та Іннердален, Ольфобрін, Оксей-Ривінген (норв. Oksøy-Ryvingen), Флеккефіорд та Лістастренден (норв. Flekkefjord, Listastrendene). Багато інших пропозицій було скасовано через місцеву опозицію: Квенангсвідда-Набар (норв. Kvænangsvidda-Nabar), Треріксрьосет (норв. Treriksrøysa), Прейкестолен (норв. Preikestolen), Квітладален-Бьордален (норв. Kvitladalen-Bjordalen), Віглесдален (норв. Viglesdalen); а також деякі пропоновані зміни типу захисту: Наустдал-Дженджедал (норв. Naustdal-Gjengedal) та Сетесдал Вестгей Рифилкегайне. 